# Chetniks de Pećanac
Durante la Segunda Guerra Mundial, los Chetniks de Pećanac, también conocidos como Chetniks Negros, eran una fuerza militar irregular colaboracionista Chetnik que operaba en el territorio de Serbia ocupado por los alemanes bajo el liderazgo del vaivoda Kosta Pećanac. Eran leales al Gobierno de Salvación Nacional, el gobierno títere serbio respaldado por la Alemania nazi.
El gobierno yugoslavo en el exilio finalmente denunció a Pećanac como un traidor, y los alemanes concluyeron que sus destacamentos eran ineficientes, poco fiables y de escaso valor militar para ellos. Los alemanes y el gobierno títere disolvieron la organización entre septiembre de 1942 y marzo de 1943. El régimen títere serbio internó a Pećanac durante algún tiempo después; las fuerzas leales a su rival chetnik Draža Mihailović lo mataron a mediados de 1944.

## Antecedentes
Los Chetniks de Pećanac fueron nombrados en honor a su comandante, Kosta Pećanac, que fue un soldado y más tarde vaivoda en la Organización Chetnik de Serbia que se había distinguido por primera vez en la lucha contra el Imperio Otomano en Macedonia entre 1903 y 1910. En la primera guerra de los Balcanes, luchó desde octubre de 1912 a mayo de 1913, Pećanac se desempeñó como sargento en el Real Ejército Serbio. Durante la segunda guerra de los Balcanes, librada del 29 de junio al 10 de agosto de 1913, combatió contra el Reino de Bulgaria. Durante la Primera Guerra Mundial, dirigió bandas de guerrilleros serbios que luchaban detrás de las líneas búlgaras y austrohúngaras.
Fue la figura más destacada del movimiento Chetnik durante el período de entreguerras. Tuvo un papel de liderazgo en la Asociación Contra los Bandidos Búlgaros, una organización notoria que aterrorizó arbitrariamente a los búlgaros en la región de Štip, parte de la actual Macedonia. También se desempeñó como comandante de la Organización de Nacionalistas Yugoslavos (ORJUNA). Como miembro del parlamento, estuvo presente cuando el líder del Partido Campesino Croata (HSS) Stjepan Radić y los diputados del HSS Pavle Radić y Đuro Basariček fueron asesinados por el político serbio Puniša Račić el 20 de junio de 1928. Antes del tiroteo, Pećanac fue acusado por el diputado del HSS, Ivan Pernar, de ser responsable de la masacre de 200 musulmanes en 1921.
Pećanac se convirtió en el presidente de la Organización Chetnik en 1932. Al abrir la membresía de la organización a miembros más jóvenes que no habían servido en la Primera Guerra Mundial, hizo crecer la organización durante la década de 1930 a partir de una asociación nacionalista de veteranos centrada en proteger los derechos de los veteranos a una organización política serbia agresivamente partidista con 500.000 miembros en todo el Reino de Yugoslavia. Durante este período, Pećanac formó vínculos estrechos con el gobierno de la Unión Radical Yugoslava de extrema derecha de Milan Stojadinović, y fue conocido por su hostilidad hacia el Partido Comunista Yugoslavo, que lo hizo popular entre conservadores como los de la Unión Radical Yugoslava.

## Formación
Poco antes de la invasión de Yugoslavia en abril de 1941, el Ministerio del Ejército y la Armada de Yugoslavia solicitó que Pećanac se preparara para las operaciones de guerrilla y protegiera el área sur de Serbia, Macedonia y Kosovo de los probúlgaros y proalbanos en la región. Le dieron armas y dinero, y logró armar a varios cientos de hombres en el valle del río Toplica en el sur de Serbia. Las fuerzas de Pećanac permanecieron intactas después de la ocupación alemana de Serbia y complementó su fuerza con los refugiados serbios que huían de Macedonia y Kosovo. A principios del verano de 1941, los destacamentos de Pećanac lucharon contra bandidos albaneses. En ese momento y durante un período considerable después, solo los destacamentos de Pećanac fueron identificados con el término Chetnik. Con la formación de los partisanos yugoslavos dirigidos por los comunistas, Pećanac renunció a cualquier interés en la resistencia y, a finales de agosto, llegó a acuerdos tanto con el gobierno títere serbio como con las autoridades alemanas para llevar a cabo ataques contra los partisanos.
Pećanac mantuvo simple la estructura organizativa de sus destacamentos. Todos los comandantes eran seleccionados personalmente por Pećanac y estaban compuestos por exoficiales, campesinos, sacerdotes ortodoxos, maestros y comerciantes. Los Chetniks de Pećanac también eran conocidos como los "Chetniks negros".

## Colaboración con las fuerzas de ocupación

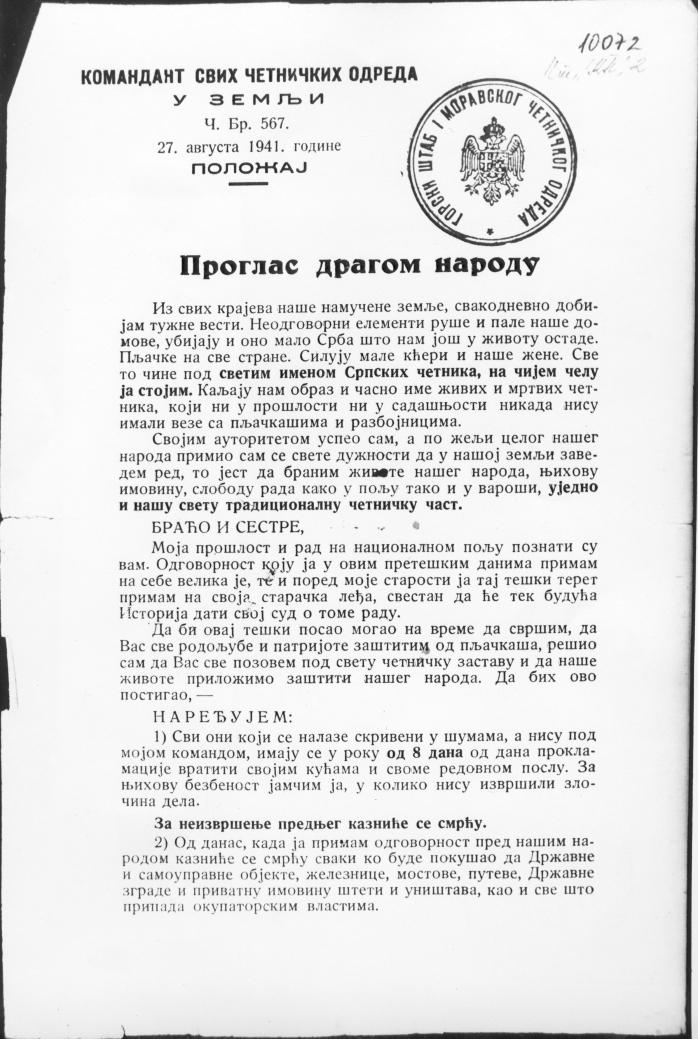
La "Proclamación al Pueblo Querido" de Pećanac.

El 18 de agosto de 1941, mientras estaban concluyendo los acuerdos con los alemanes, Pećanac recibió una carta del líder rival chetnik Draža Mihailović proponiendo un acuerdo en el que Pećanac controlaría a los Chetniks al sur del río Morava occidental mientras Mihailović controlaría a los Chetniks en todas las demás zonas. Pećanac rechazó esta solicitud y sugirió que podría ofrecer a Mihailović el puesto de jefe de gabinete. También recomendó que los destacamentos de Mihailović se disolvieran y se unieran a su organización. Mientras tanto, Pećanac había organizado el traslado de varios miles de sus Chetniks a la Policía Serbia para que actuaran como auxiliares alemanes.
El 27 de agosto, Pećanac emitió una "Proclamación al Pueblo Querido", en la que se presentaba a sí mismo como el defensor y protector de los serbios y, refiriéndose a las unidades de Mihailović como "destacamentos que se habían formado sin su aprobación", y pidió que se unieran bajo su mando. Exigió que las personas que se escondían en los bosques regresaran a sus hogares de inmediato y que los actos de sabotaje dirigidos a las autoridades de ocupación cesasen o serían castigados con la muerte. El líder comunista Josip Broz Tito y todos los miembros del Partido Comunista de Yugoslavia abandonaron Belgrado el 16 de septiembre de 1941 utilizando documentos emitidos a Tito por Dragoljub Milutinović, el voivoda de los Chetniks de Pećanac. Dado que Pećanac ya estaba cooperando plenamente con los alemanes en ese momento, esta ayuda hizo que algunos especularan que Tito se fue de Belgrado con la bendición de los alemanes porque su tarea era dividir las fuerzas rebeldes, similar a la llegada de Lenin a Rusia.
En septiembre de 1941, algunos de los subordinados de Pećanac rompieron filas para unirse a los partisanos en la lucha contra los alemanes y sus auxiliares serbios. En la región montañosa de Kopaonik, un subordinado anteriormente leal de Pećanac comenzó a atacar las estaciones de policía locales y a enfrentarse con bandas armadas de musulmanes albaneses. A finales de octubre, los alemanes decidieron dejar de armar a los elementos "poco fiables" dentro de los Chetniks de Pećanac y juntaron al resto a sus otras fuerzas auxiliares serbias.
El 7 de octubre de 1941, Pećanac escribió al jefe del gobierno títere serbio, Milan Nedić, pidiendo oficiales entrenados, suministros, armas, fondos y más. Con el tiempo, sus solicitudes se cumplieron y se nombró a un oficial de enlace alemán para ayudar a coordinar las acciones. El 17 de enero de 1942, según datos alemanes, la Policía Serbia pagaba y suministraba a 72 oficiales chetnik y 7.963 hombres. Esta cifra no alcanzó la dotación máxima autorizada de 8.745 hombres, e incluyó a dos o tres mil chetniks de Mihailović que habían sido "legalizados" en noviembre de 1941. Ese mismo mes, Pećanac pidió permiso a los italianos para que sus fuerzas se trasladaran al este de Montenegro, pero fue rechazado debido a las preocupaciones italianas de que los chetniks se trasladaran al Sandžak.
En abril de 1942, la comandancia militar en Serbia, el general der Artillerie Paul Bader, emitió órdenes dando los números de unidad C-39 a C-101 a los destacamentos de los Chetnik de Pećanac, que fueron puestos bajo el mando de la división local alemana o el mando de área. Estas órdenes requirieron el despliegue de un oficial de enlace alemán para todos los destacamentos involucrados en operaciones, y también limitaron su movimiento fuera de su área asignada. Los alemanes también controlaban los suministros de armas y municiones. En julio de 1942, Mihailović negoció que el gobierno yugoslavo en el exilio denunciara a Pećanac como traidor, y su continua colaboración arruinó lo que quedaba de la reputación que había desarrollado en las Guerras de los Balcanes y la Primera Guerra Mundial.

## Disolución
Los alemanes encontraron que las unidades de Pećanac eran ineficientes, poco fiables y de poca ayuda militar para ellos. Los Chetniks de Pećanac se enfrentaban regularmente y tenían rivalidades con otros auxiliares alemanes como la Guardia Estatal Serbia y el Cuerpo de Voluntarios Serbios y también con los Chetniks de Mihailović. Los alemanes y el gobierno títere comenzaron a disolverlos en septiembre de 1942, y todos menos una unidad se habían disuelto a fines de ese año. El último destacamento se disolvió en marzo de 1943. Sus seguidores fueron enviados a otras fuerzas auxiliares alemanas, unidades de trabajo alemanas, o fueron internados en campos de prisioneros de guerra. Muchos desertaron para unirse a Mihailović. No hay nada registrado de las actividades de Pećanac en los meses siguientes, excepto que estuvo internado durante algún tiempo por el gobierno títere serbio. Los relatos de la captura y muerte de Pećanac varían. Según una de las versiones, Pećanac, cuatro de sus líderes y 40 de sus seguidores fueron capturados por fuerzas leales a Mihailović en febrero de 1944. Todos murieron al de pocos días, excepto Pećanac, que permaneció detenido para escribir sus memorias antes de ser ejecutado el 5 de mayo de 1944. Otra fuente afirma que fue asesinado el 6 de junio de 1944 por chetniks leales a Mihailović.